# Sent Roman (Gironda)
Sent Roman (occità) o Saint-Romain-la-Virvée (francès) és un municipi francès al departament de la Gironda (regió de la Nova Aquitània).
| 1962                                       | 1968 | 1975 | 1982 | 1990 | 1999 | 2007 |
| ------------------------------------------ | ---- | ---- | ---- | ---- | ---- | ---- |
| 426                                        | 441  | 446  | 715  | 783  | 755  | 763  |
| Des de 1962: població sense dobles comptes |      |      |      |      |      |      |

## Galeria d'imatges

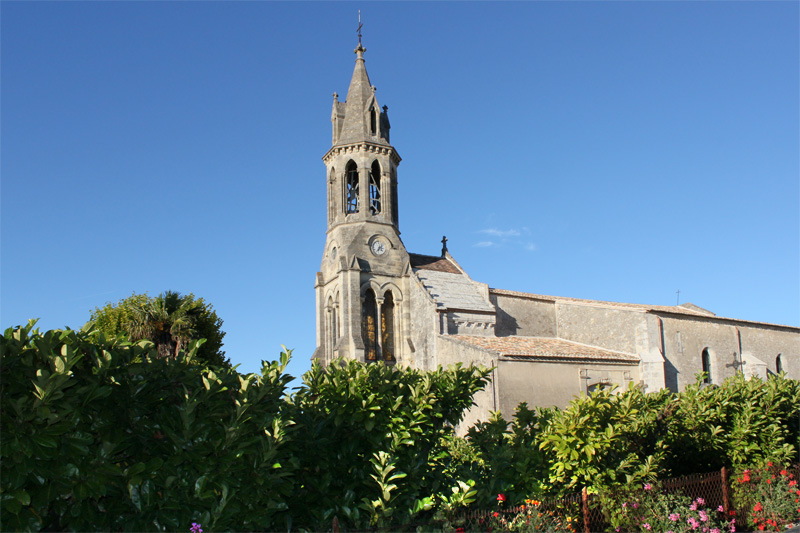
Església des de l'alcaldia
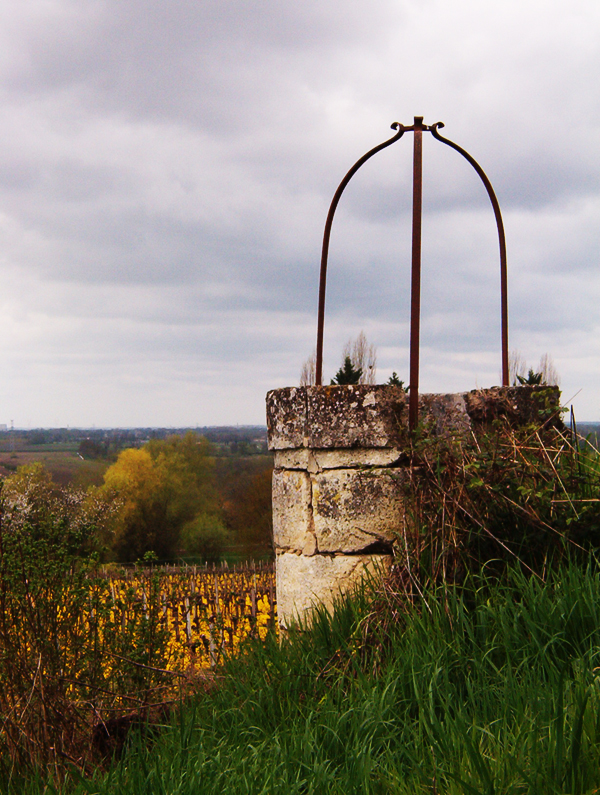
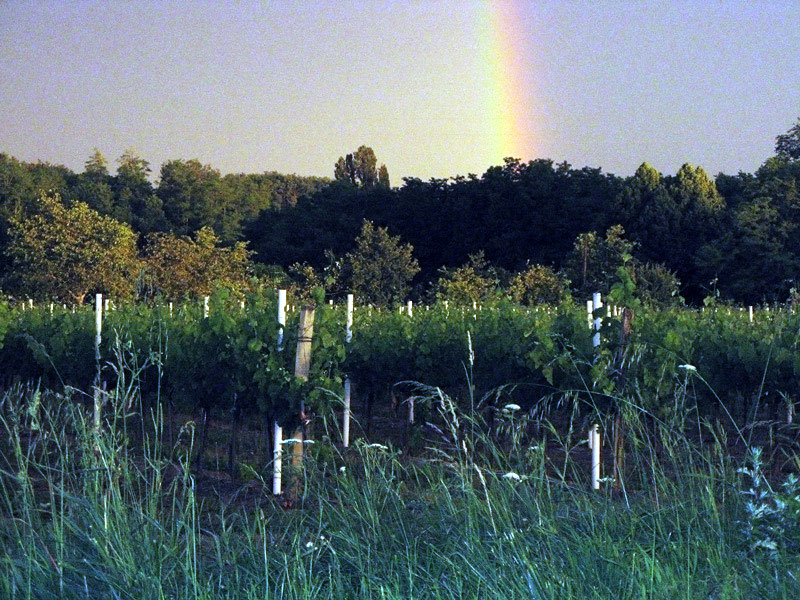
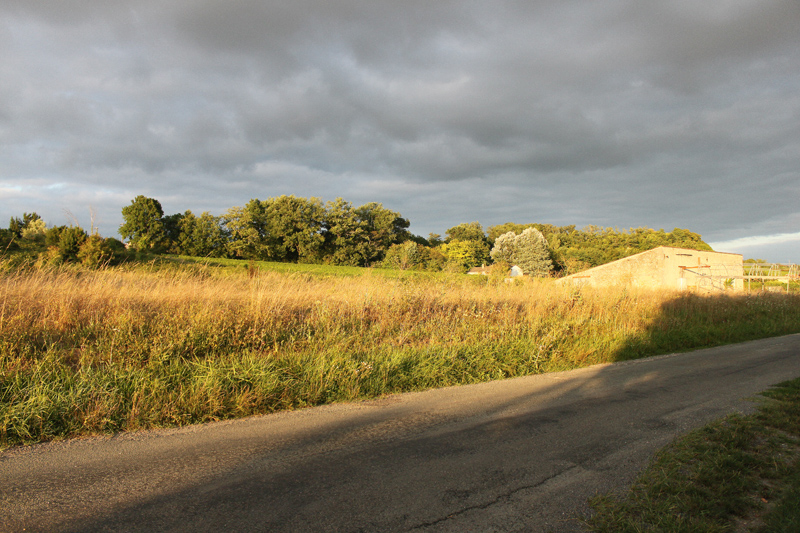
Camp de Milonis